# Inuinnaqtun

Inuit-Sprachen und -Dialekte:
Verbreitung von Inuinnaqtun in Olivgrün

Inuinnaqtun (zusammengesetzt aus inuk ‚Mensch‘, -innaq- ‚echt‘ und der Endung -tun für Similiaris Singular: „wie ein echter Inuk“), auch Copper-Inuit, bezeichnet einen westlichen Dialekt der Inuit-Sprachen im Norden Kanadas (also des Inuktitut im weiteren Sinn). Inuinnaqtun gilt laut UNESCO als gefährdet („definitely endangered“).
Inuinnaqtun wird hauptsächlich im Westen des Territoriums Nunavut (Region Kitikmeot/Qitirmiut) am Coronation Gulf (Kugluktuk/Qurluktuk), auf der Victoria-Insel (Cambridge Bay/Iqaluktuuttiaq) und bis nach Gjoa Haven/Uqsuqtuuq gesprochen, außerdem in der Inuvialuit-Region der Nordwest-Territorien um Ulukhaktok/Ulukhaqtuuq (im Westen der Victoria-Insel), wo es auch Kangiryuarmiutun genannt wird. Die Sprecherzahl für Inuinnaqtun liegt laut Census 2016 insgesamt bei 1.335, darunter 665 Muttersprachler.
In der Inuvialuit-Region wird Kangiryuarmiutun bisweilen mit dem ebenfalls westkanadischen Sallirmiutun (ehemals Siglitun) und dem eigentlich zum Alaska-Inupiaq gehörenden Uummarmiutun zu Inuvialuktun zusammengefasst. Offiziell werden aber eher nur Sallirmiutun und Uummarmiutun zu Inuvialuktun gerechnet. Die Sprecherzahl für Inuvialuktun wird mit 650 angegeben, darunter 455 Muttersprachler.
Inuinnaqtun ist im Territorium Nunavut neben Inuktitut (im engeren Sinn, also ostkanadischem Inuit) als Amtssprache anerkannt, ebenso in den Nordwest-Territorien neben Inuvialuktun und Inuktitut.

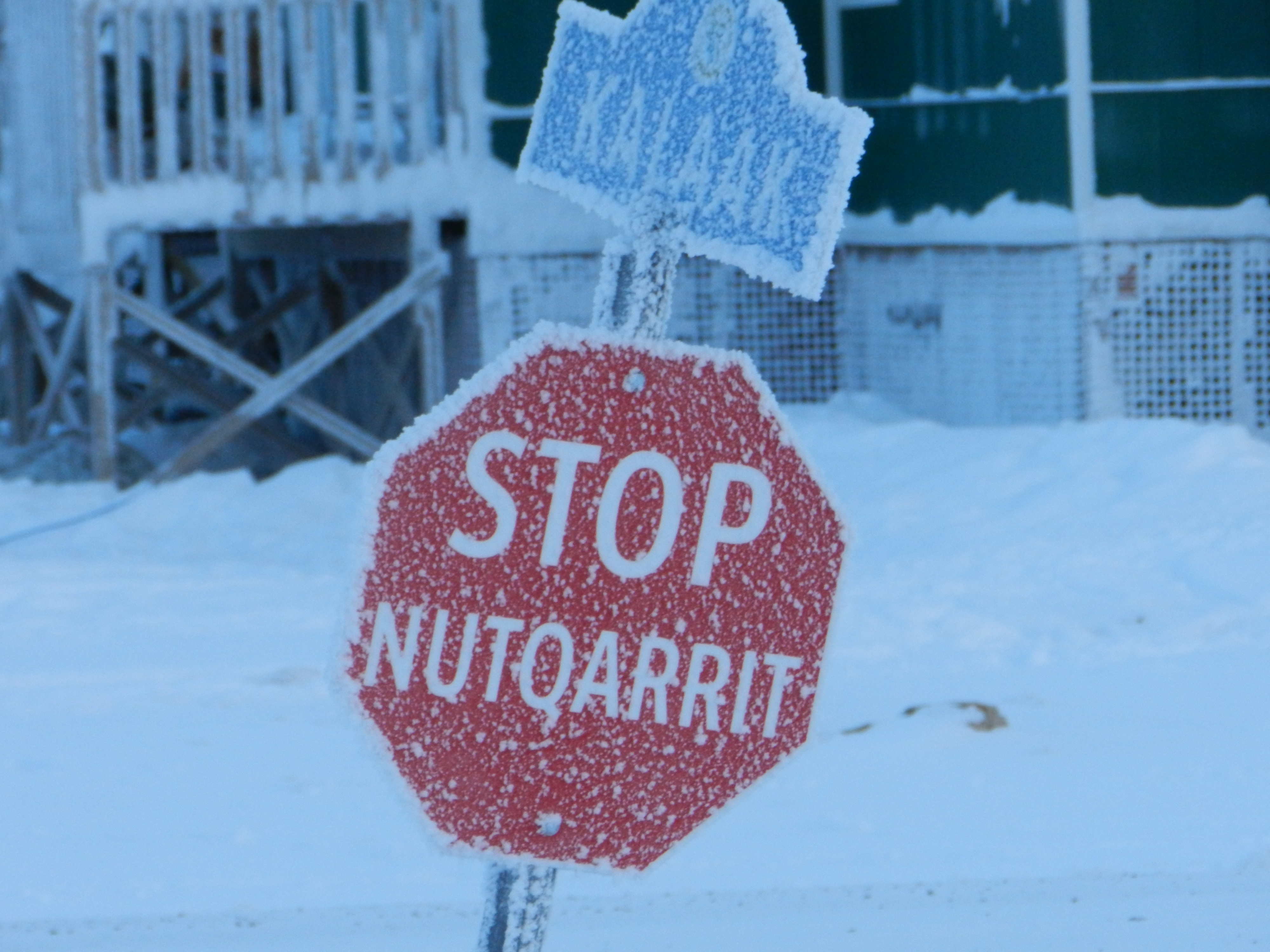
Stoppschild in Cambridge Bay

Anders als ostkanadisches Inuit wird Inuinnaqtun in der Regel nicht mit kanadischen Silbenzeichen, sondern mit lateinischen Buchstaben geschrieben.